# Baggetorp
Baggetorp est une localité de Suède dans les communes de Katrineholm et de Vingåker située dans le comté de Södermanland.
Sa population était de 564 habitants en 2019.